# Patrizia Dorsch
Pour les articles homonymes, voir Dorsch.
Patricia Dorsch est une skieuse alpine allemande, née le 15 février 1994 à Berchtesgaden.

## Biographie
Patrizia Dorsch prend part à des courses de la FIS à partir de la saison 2009-2010.
Elle débute en Coupe du monde en décembre 2013 au super G de Saint-Moritz. Elle marque ses premiers points deux and plus tard avec une 28e place sur la descente de Lake Louise.
Elle y signe son meilleur résultat en février 2019 avec une 5e place au combiné de Crans Montana.
Elle est deux fois championne d'Allemagne du combiné en 2016 et 2019.

## Palmarès

### Coupe du monde
- Meilleur classement général : 74e en 2019.
- Meilleur résultat : 5e.

| Année/Classement | Général | Général | Descente | Descente | Slalom | Slalom | Slalom géant | Slalom géant | Super G | Super G | Combiné | Combiné |
| Année/Classement | Class.  | Points  | Class.   | Points   | Class. | Points | Class.       | Points       | Class.  | Points  | Class.  | Points  |
| ---------------- | ------- | ------- | -------- | -------- | ------ | ------ | ------------ | ------------ | ------- | ------- | ------- | ------- |
| 2016             | 91e     | 36      | 48e      | 6        | -      | -      | -            | -            | 48e     | 5       | 28e     | 25      |
| 2017             | 109e    | 13      | -        | -        | -      | -      | -            | -            | -       | -       | 40e     | 13      |
| 2018             | 84e     | 42      | 43e      | 12       | -      | -      | -            | -            | 40e     | 18      | 31e     | 12      |
| 2019             | 74e     | 59      | 45e      | 8        | -      | -      | -            | -            | 43e     | 6       | 5e      | 45      |

### Championnats du monde juniors
- Jasná 2014 :
  -  Médaille de bronze par équipes.
- Hafjell 2015 :
  -  Médaille de bronze par équipes.

### Championnats d'Allemagne
- Championne du combiné en 2016 et 2019.